# Balingsta gård

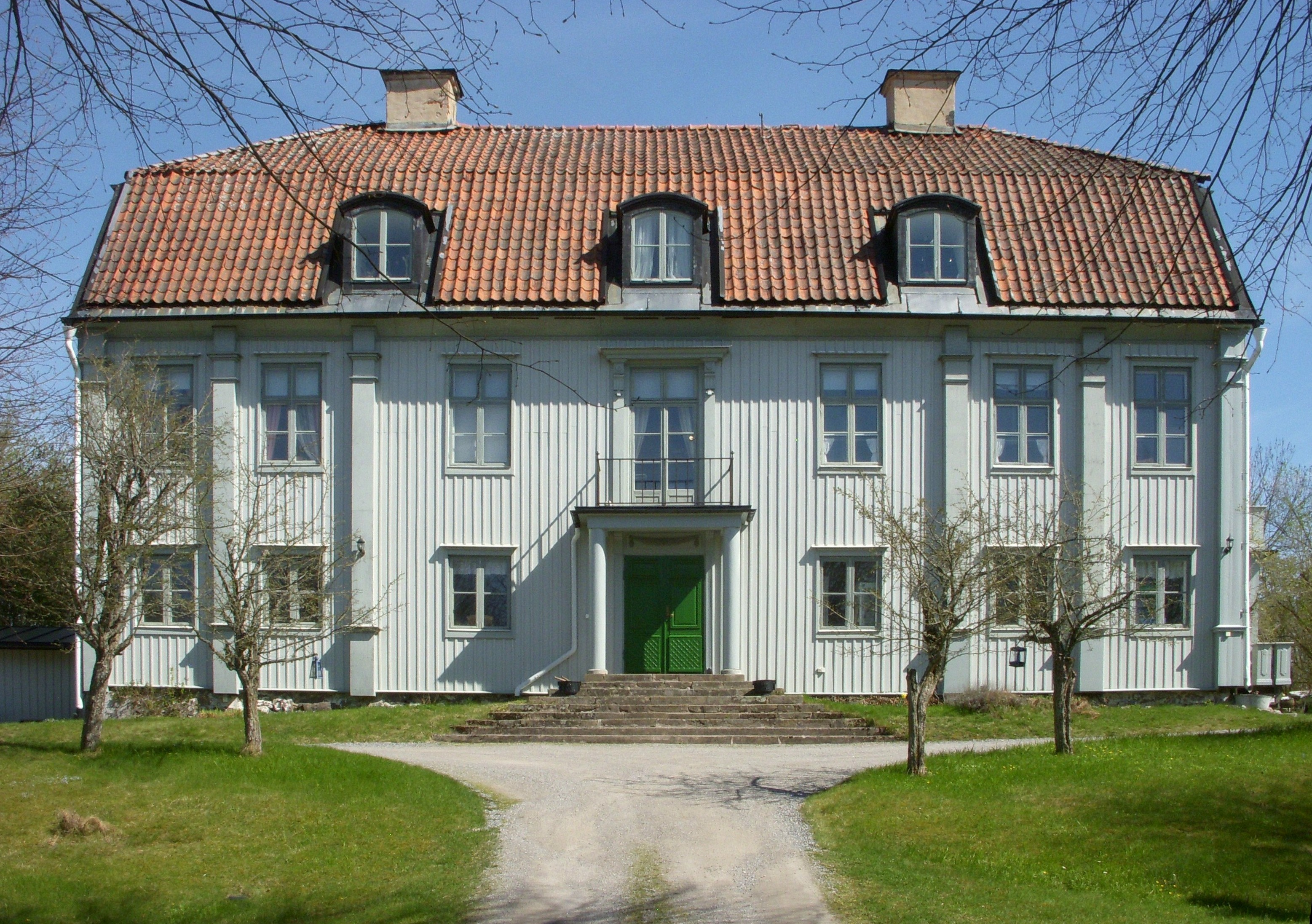
Huvudbyggnaden 2012.

Balingsta herrgård är en herrgård och tidigare säteri vid sjön Orlången i Huddinge socken i Huddinge kommun, Stockholms län. På 1600-talets mitt hade Balingsta sin blomstringstid under diplomaten Johan Adler Salvius. Nuvarande huvudbyggnad med sina flygelbyggnader uppfördes i slutet av 1700-talet. I dag ägs marken av Huddinge kommun, men själva jordbruksverksamheten är utarrenderad. Huvudbyggnaden med flyglar är privat bostad. Strax norr om gården ligger Mörtsjön och torpet Charlottendal, där prins Eugen målade sin berömda tavla "Våren". Sedan 1998 ingår området i Orlångens naturreservat.

## Historik

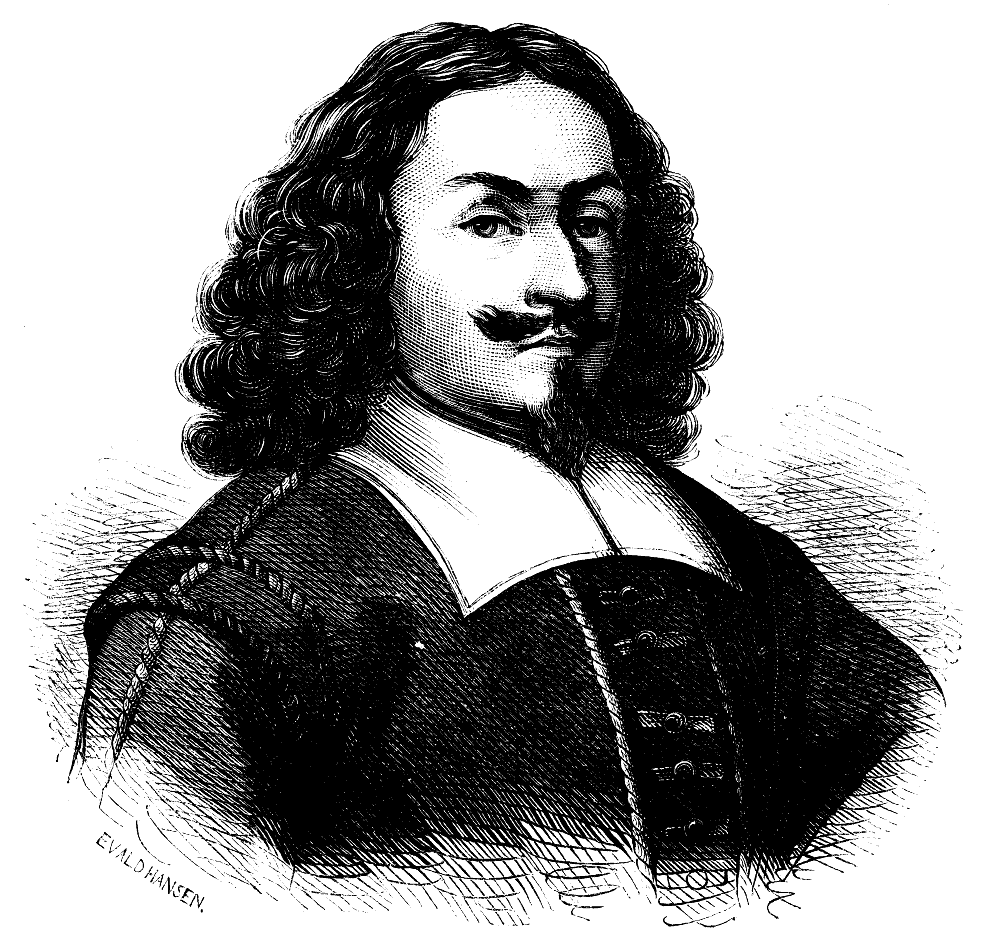
Johan Adler Salvius, ägare av Balingsta på 1650-talet.

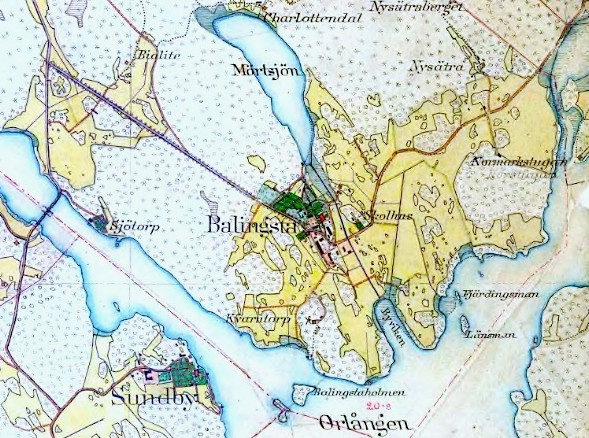
Balingsta på Huddinge sockenkarta, 1901.

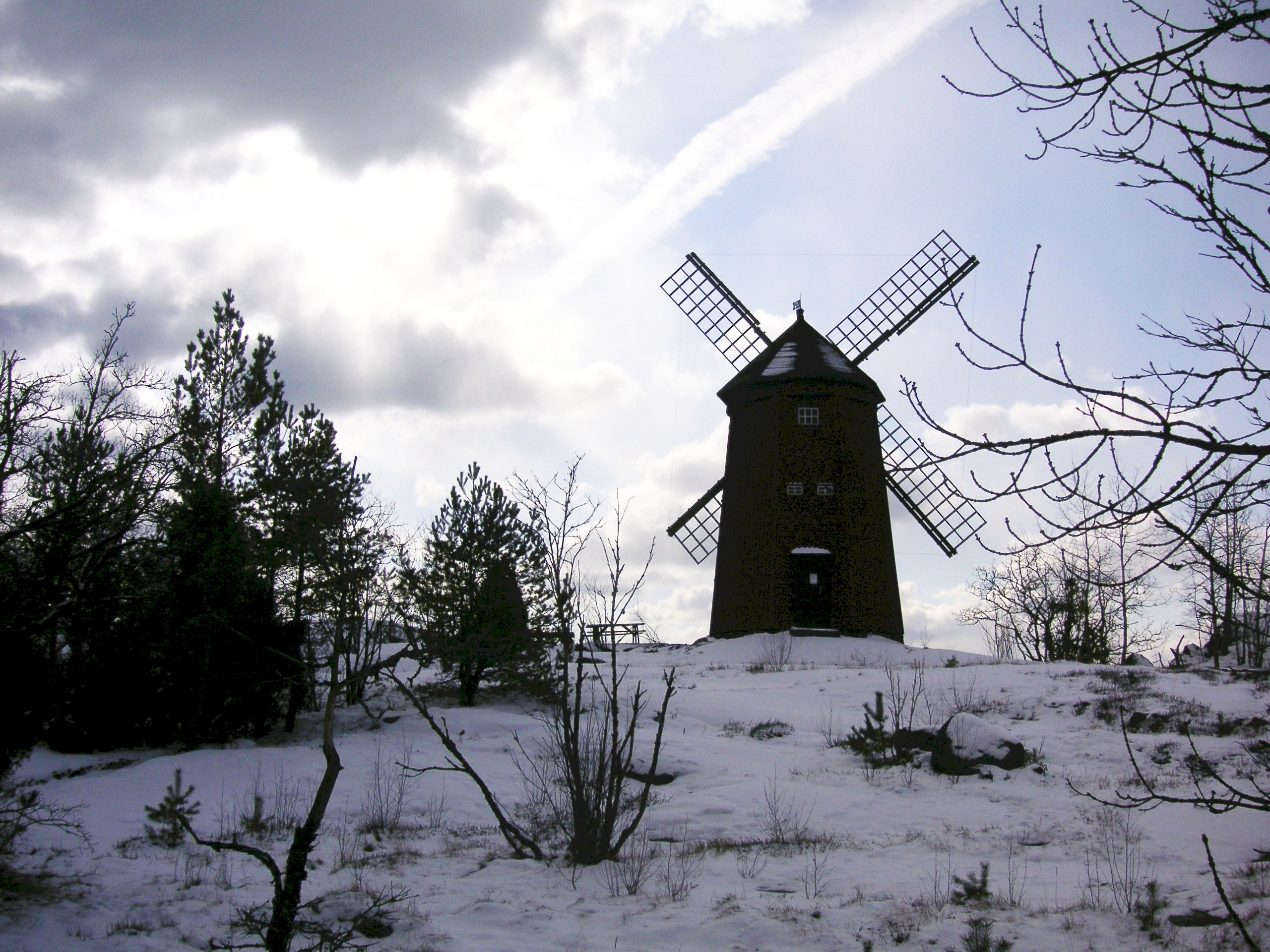
Balingsta kvarn, 2008.

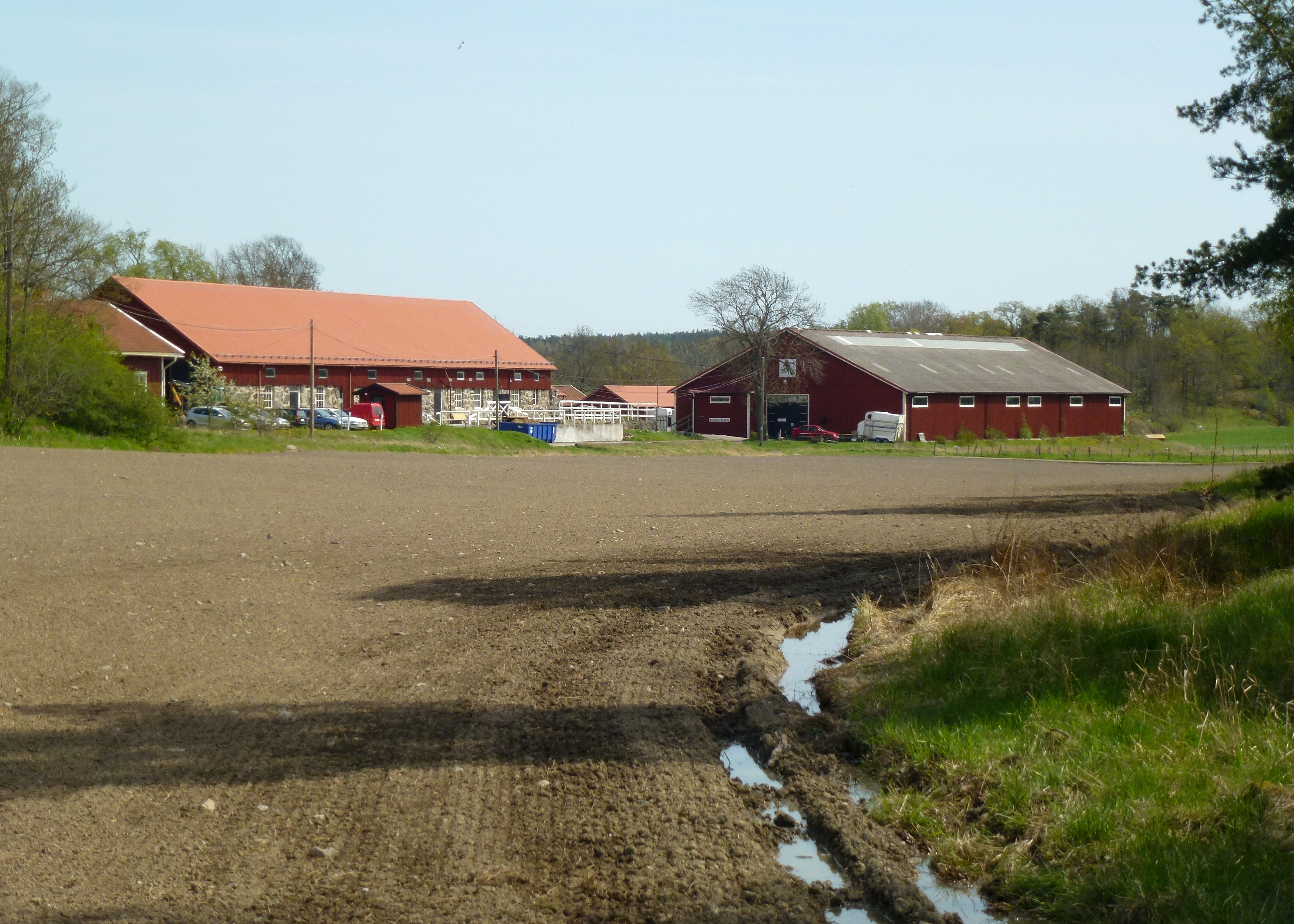
Kulturlandskapet vid Balingsta gård.

Namnet "Balingsta" torde ha sitt ursprung i Ballis stad, alltså Ballis' boställe eller gård. Egennamnet "Ballis" var inte ovanligt under förhistoriskt tid och betyder "farlig, fruktansvärd, djärv".
Söder om Balingsta ligger ett förhistoriskt gravfält troligen från yngre järnåldern (vikingatiden), det tyder på tidiga bosättningar. I skriftliga dokument nämns Balingsta första gången år 1436, då i latiniserad form Balistadom. På 1500-talet hette gården Ballista och bestod av tre skattehemman.
På 1640-talet blev gården säteri med ägor som sträckte sig runt hela Orlången, då inträffade gårdens storhetstid. Friherren och diplomaten Johan Adler Salvius erhöll Balingsta som förläning för sina stora insatser som förhandlare efter 30-åriga kriget, vilka ledde fram till den för Sverige så gynnsamma westfaliska freden 1648. Han bildade ett säteri med Balingsta som huvudgård, under den låg bland annat Vidja, Lilla Orlångsjö, Stora Orlångsjö, Ågesta och Stuvsta. Det var en stor del av Huddinge socken.
I slutet av 1700-talet byggdes nuvarande huvudbyggnad i två våningar med brutet tak och de två flyglar i en våning, även de med brutet tak. Byggnaden är en god representant för sengustaviansk stil. Gårdsbebyggelsen består utöver huvudbyggnad med sina flyglar av uthus, arbetarbostäder, magasin, ekonomibyggnader och torp. På berget vid sjön Orlången finns ännu väderkvarnen Balingsta kvarn och rester av kvarnstugan. Efter 1898 förföll kvarnen, men restaurerades med bland annat nya vingar år 1971. Kvarnen är Huddinges enda bevarade äldre kvarn som står ännu kvar i nära nog oförändrat skick sedan den övergavs 1898. Vattenkraften från Mörtsjön nyttjades med hjälp av en skvaltkvarn. En av ekonomibyggnaderna, nu använd som stall, härrör från 1800-talets början.
I början av 1800-talet ägdes gården, som då skrevs Bahlingstad, av landshövding Johan af Zellén. Hans hustru Anna Charlotte övertog besittningsrätten efter makens död år 1824. Hon jordfästes 1846 på en kulle i närheten, där hennes grav med ett järnkors ännu finns idag. Torpet Charlottendal vid Mörtsjön uppfördes 1834 som sommarhus åt "Landshövdingskan" och bär hennes namn. Två år efter hennes död tillträdde sonen Nils Willhelm af Zellén Balingsta.
Den cirka 1,2 kilometer långa, spikraka allén från länsväg 259 (Haningeleden) är kantad av lindar som planterades 1864. Även på gårdsplanen finns några rader lindar. Efter 1860-talet ägdes gården av många olika personer. Den person som 1857 köpte Balingsta var konsul Zacharias (eller Zeth) Michael Franzén, son till skalden och biskopen Frans Michael Franzén. Mellan 1880 och 1918 ägdes Balingsta av apotekaren J.W. Pripp och dennes son, agronomen C.W. Pripp. Den senare sålde 1906 egendomen Vidja till häradshövdingen Gustav Norström, samtidigt förvärvade han mark från Fullersta och lade därmed grunden för den blivande "Huddinge villastad".
Den finländske bankiren Albert Olof Nykopp (1868–1942) lät som ägare göra en genomgripande restaurering 1918. Arkitekten Evert Milles återskapade Balingsta enligt den 1700-talsanda som då var idealet. Olof Nykopp och hans stora familj bodde på Balingsta gård från 1918 till 1921.
I Balingsta bedrevs skolverksamhet från 1840 till 1940. Här har det funnits tre skolbyggnader som ersatt varandra. Det närbelägna gamla skolhuset var i bruk från 1886 till 1919, idag återstår bara fundamentrester efter byggnaden. Vid sekelskiftet 1900 var det Huddinge sockens största skola med närmare 100 elever på en lärare. För att komma till sin skola fick torparbarnen i omgivningen dagligen gå långa sträckor, upp till 16 kilometer (fram och tillbaka). Huddinge kommun har kulturskyltat två av dessa vägar som kallas Skolleden.
På 1900-talet innehades Balingsta av bland annat Svenska Frälsningsarmén som drev ålderdoms- och vilohem här och under andra världskriget var Balingsta upptagningshem för flyktingbarn. Vid en anlagd brand på 1950-talet, varvid ett antal svin innebrändes, förstördes ladugården helt så när som på stensockeln. Idag är huvudbyggnaden och flyglarna privatbostad. Ekonomibyggnaderna ägs av Huddinge kommun och arrenderas ut. I en före detta arbetarbostad har Huddinge kommun sin naturvårdsavdelning. Enligt Stockholms läns museum bör byggnadsminnesförklaring av gårdsbildning och omgivande miljö väckas.

### Sjötorp
Sjötorp vid Orlången väst om Balingsta gård, som avskildes 1901 från Balingsta. Nuvarande huvudbyggnad uppfördes 1904 av Ersta diakonisällskap som hem för ”vanartiga flickor”. Huvudbyggnaden avskildes 1998 och är idag privatbostad.

### Vidja
Vidjatorp kom 1677 under Ballingsta. Vidja var känt för sina stora ekskogar och omfattade 215 hektar land. Egendomen började styckas efter 1910-talet och blev till ett utpräglat sommarstugeområde. Vidjatorpets byggnad finns fortfarande (2022) kvar. Huset står vid Vidablicksvägen 2 och är privatbostad där man bedriver bland annat hästverksamhet med islandshästar. Namnet lever vidare i Vidjavägen, som tätortsnamn och tillsammans med Ågesta som kommundelsnamnet Vidja-Ågesta.

## Bilder

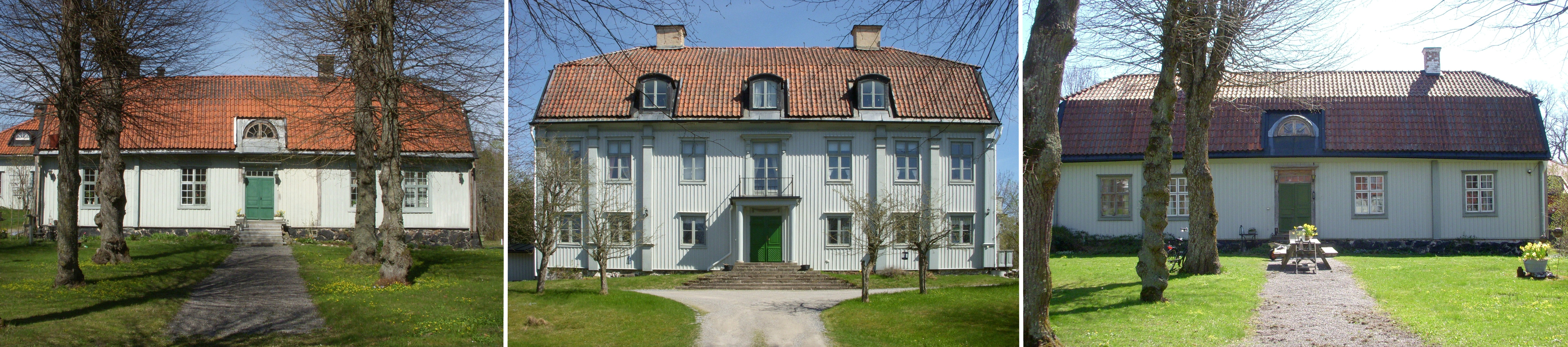
Balingsta gård: huvudbyggnad i mitten, norra flygeln till vänster och södra flygeln till höger, maj 2012.

Historiska bilder
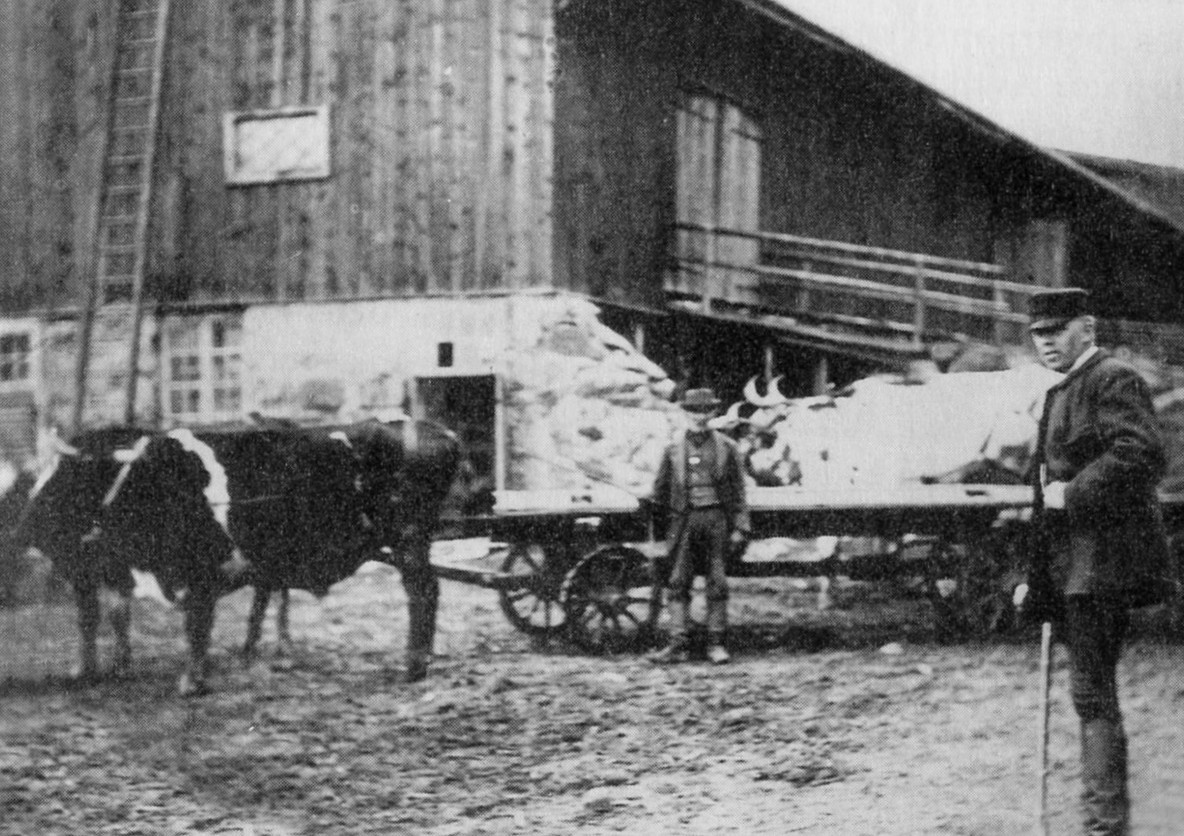
Balingsta gård på 1890-talet med patron C.W. Pripp
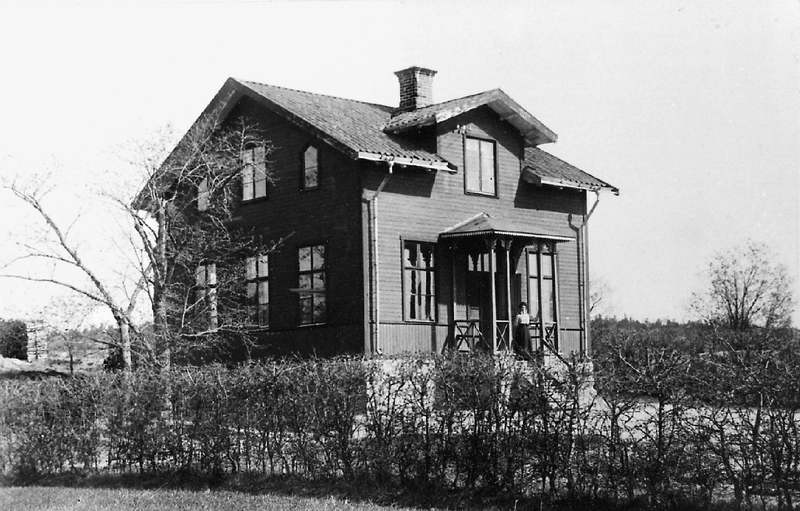
Balingsta gamla skola omkring 1915.
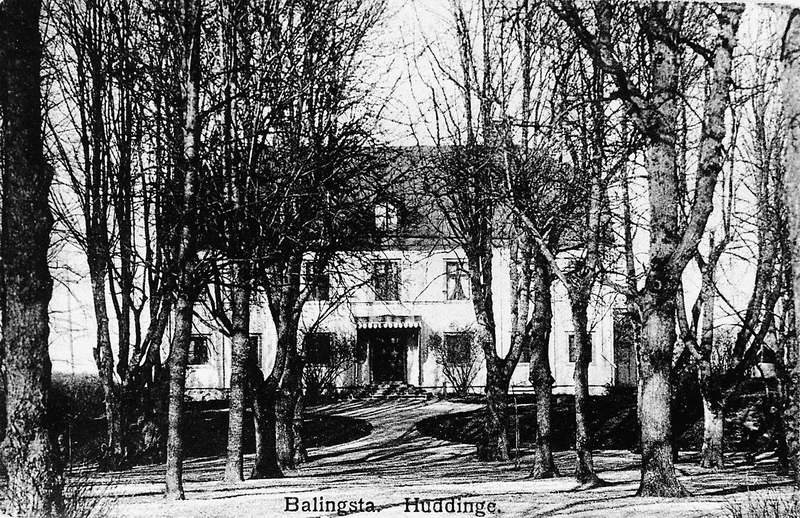
Huvudbyggnaden, äldre vykortsbild.
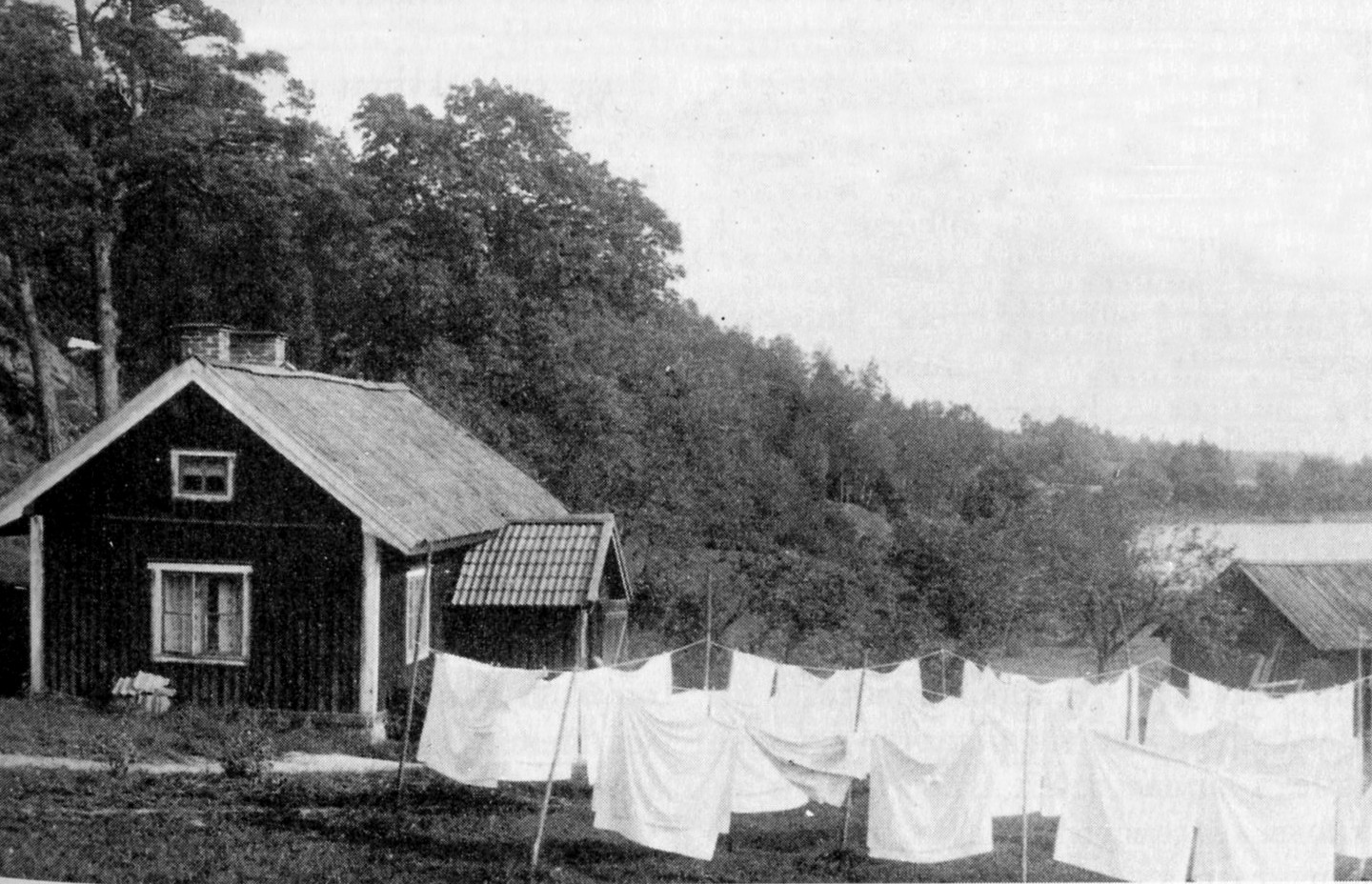
Torpet Charlottendal på 1920-talet.

Historiska bilder
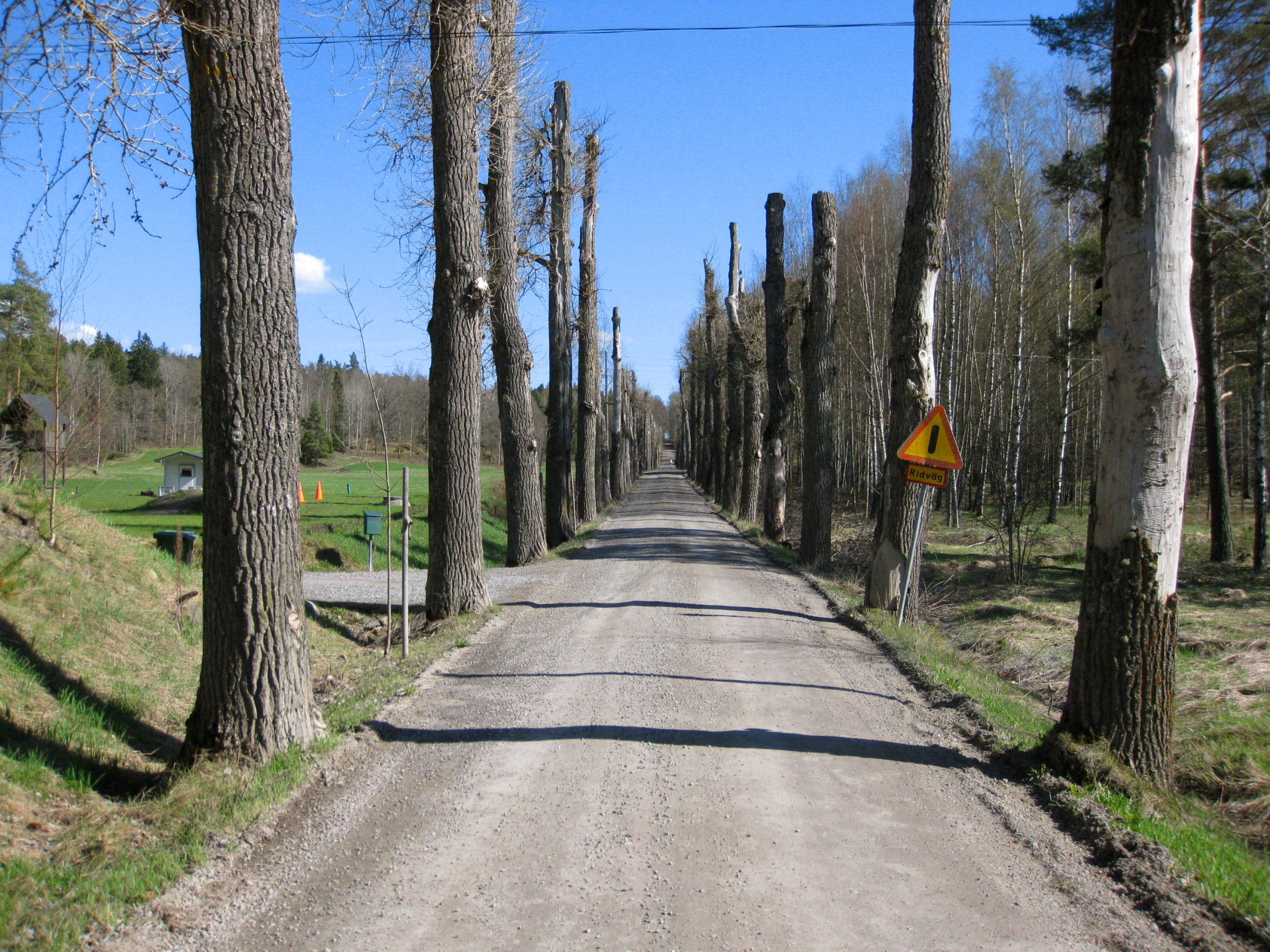
Balingsta allé
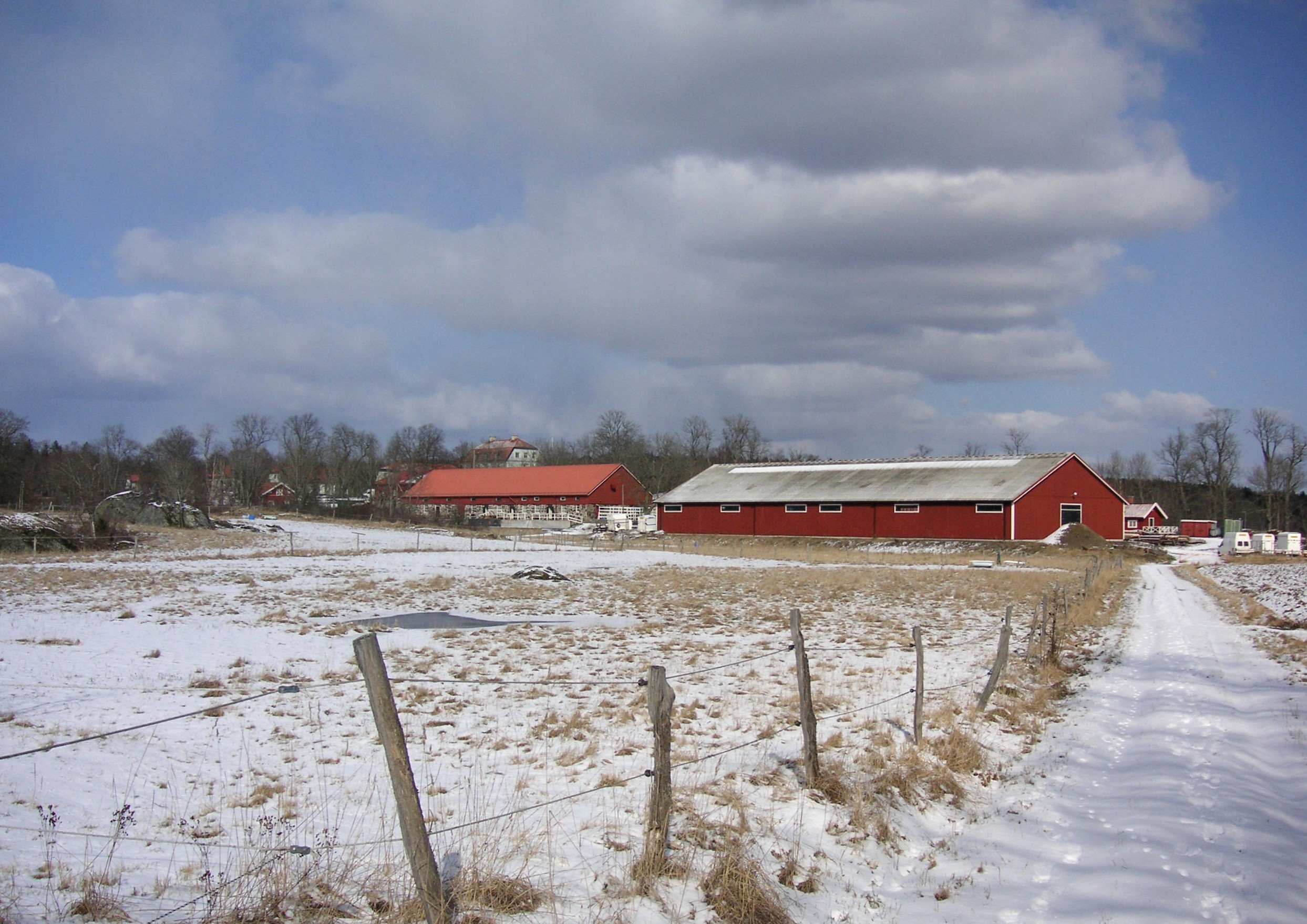
Ekonomibyggnader
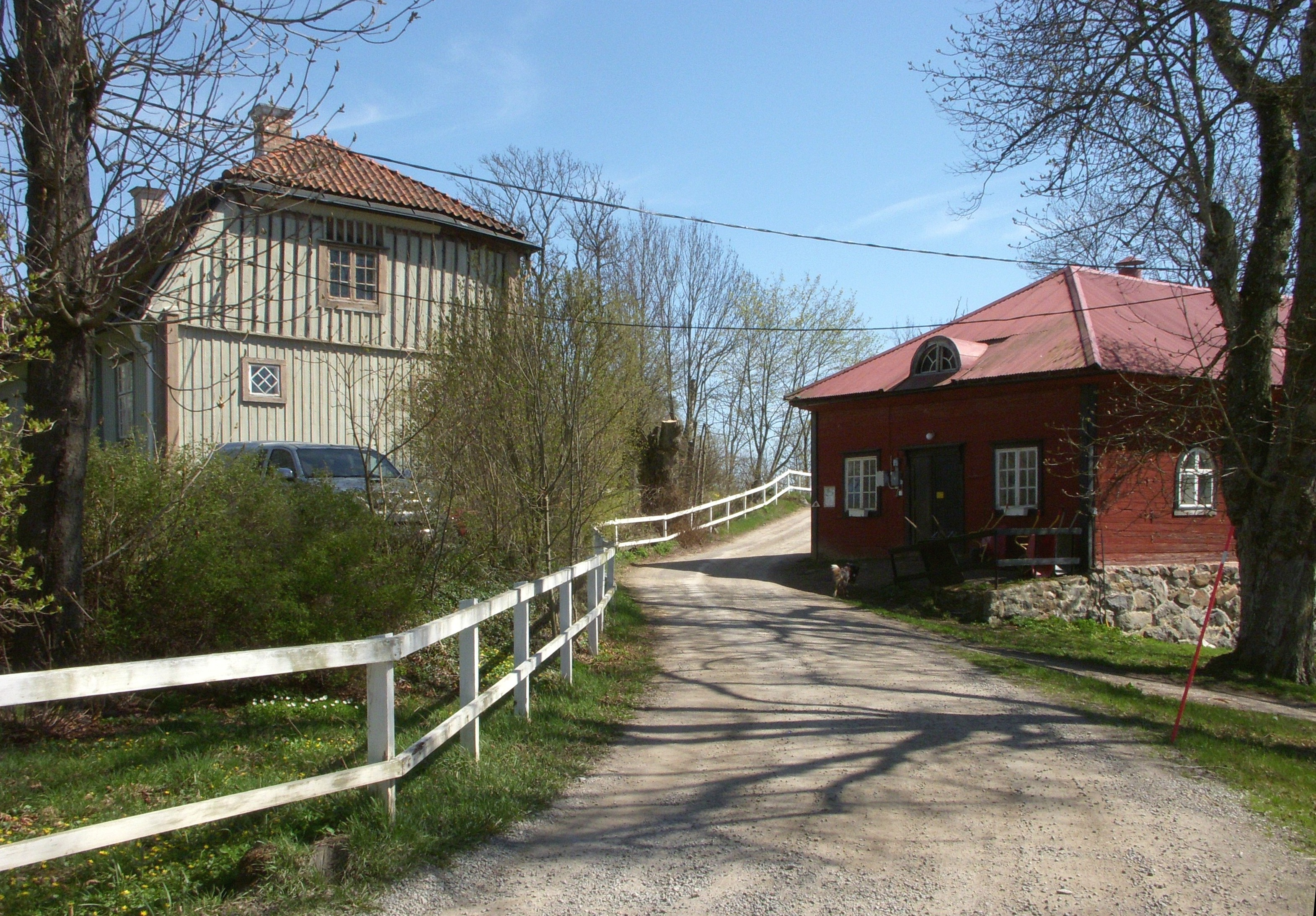
Bruksvägen förbi stallet
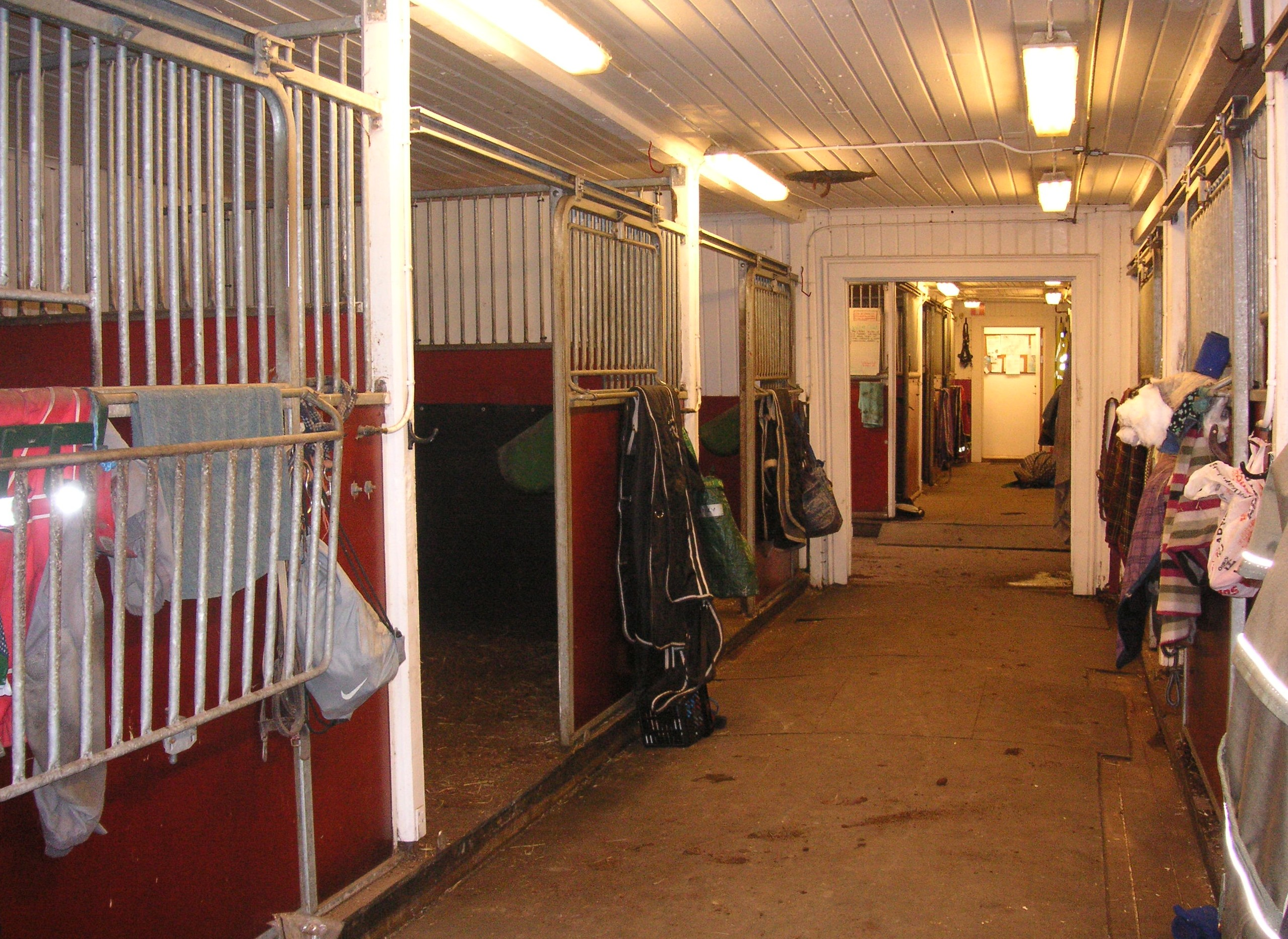
Stallet med hästboxar